# Schloss Doberlug

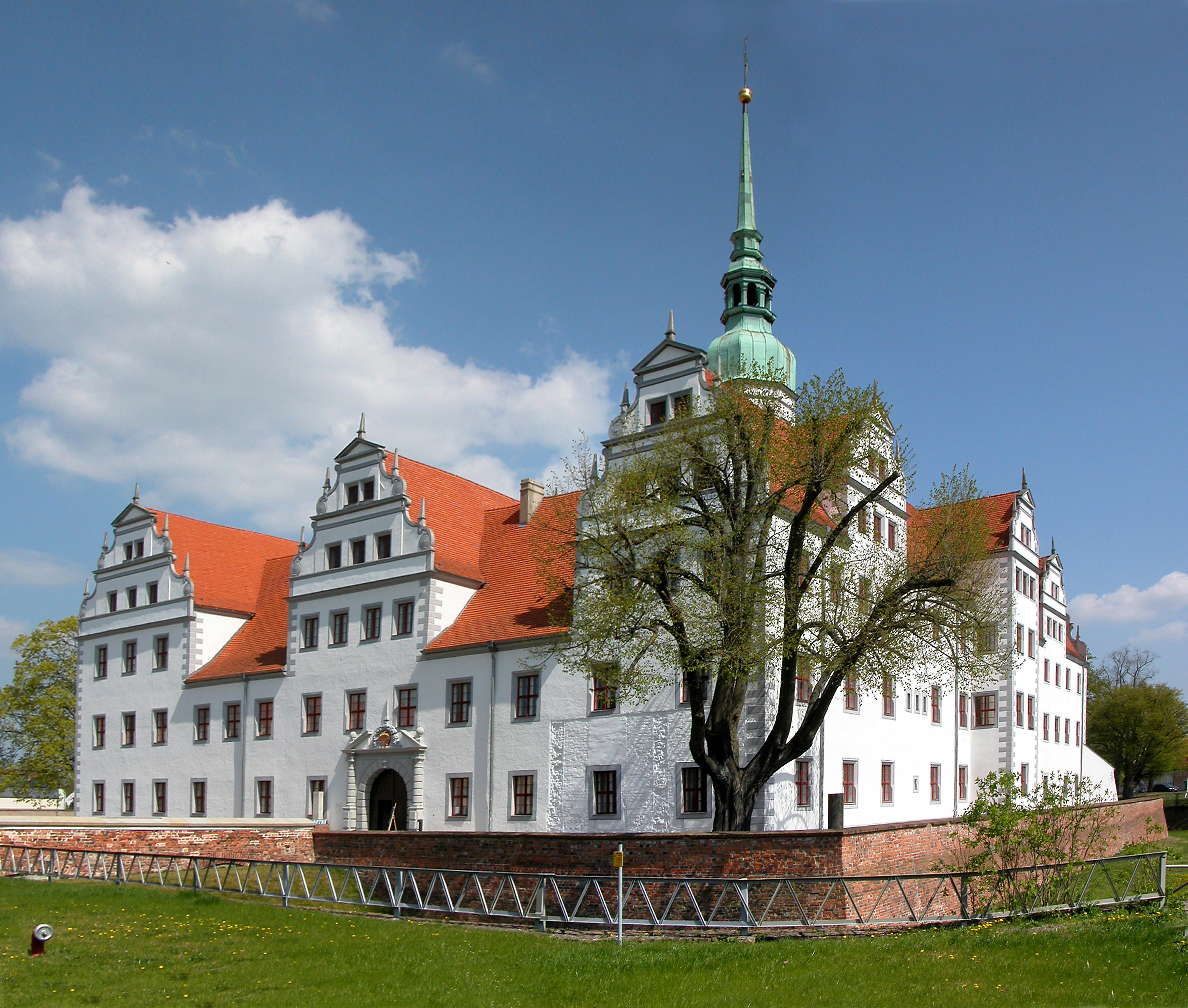
Schloss Doberlug (2015)

Das Schloss Doberlug ist eine im Renaissancestil errichtete Vierflügelanlage in Doberlug-Kirchhain, Brandenburg, deren Ursprünge auf ein Zisterzienserkloster aus dem 12. Jahrhundert zurückgehen. Ausgebaut als Jagdschloss und später als Herrschaftssitz, wird es seit der ersten Brandenburgischen Landesausstellung für Ausstellungen genutzt. Das Konzertevent Rock am Schloss wird hier veranstaltet.

## Geschichte
Die Geschichte des Schlosses beginnt mit der Gründung des Zisterzienserklosters „Dobrilugk“ 1165 unter Dietrich von Landsberg, dem Markgrafen der Ostmark. Das Kloster bestand beinahe 400 Jahre, bis es 1541 von Kurfürst Johann Friedrich von Sachsen besetzt und aufgelöst wurde. Im Jahre 1551 übernahm Heinrich von Gersdorf den Klosterbesitz und baute das Abtshaus zu einer Vierflügelanlage im Stil der Sächsischen Renaissance um.
1623 kaufte Kurfürst Johann Georg I. von Sachsen Dobrilugk für 300.000 Taler, gründete 1624 das kursächsische Amt Dobrilugk und setzte 1625 den Ausbau des Schlosses fort. Unter anderem baute er 1628 den Südflügel komplett neu auf. Sein Plan war es, das Schloss als Jagdresidenz zu nutzen. Doch dieses Vorhaben wurde erst von seinem Sohn Herzog Christian I. von Sachsen-Merseburg in die Tat umgesetzt. Dieser erbte das Amt Dobrilugk als Sekundogenitur im Jahre 1657, womit das Schloss an die neu entstandene Seitenlinie Sachsen-Merseburg fiel. Im gleichen Jahr wurde mit dem Bau des Schlossturms begonnen; 1666 das Gästehaus errichtet. Christian I. konnte das Schloss 1676 fertigstellen. 1682 nutzte er es für ein Jahr als Herrschaftssitz, da in Merseburg die Pest wütete. Christian I. war es auch, der 1661 die Stadt Dobrilugk gründete.

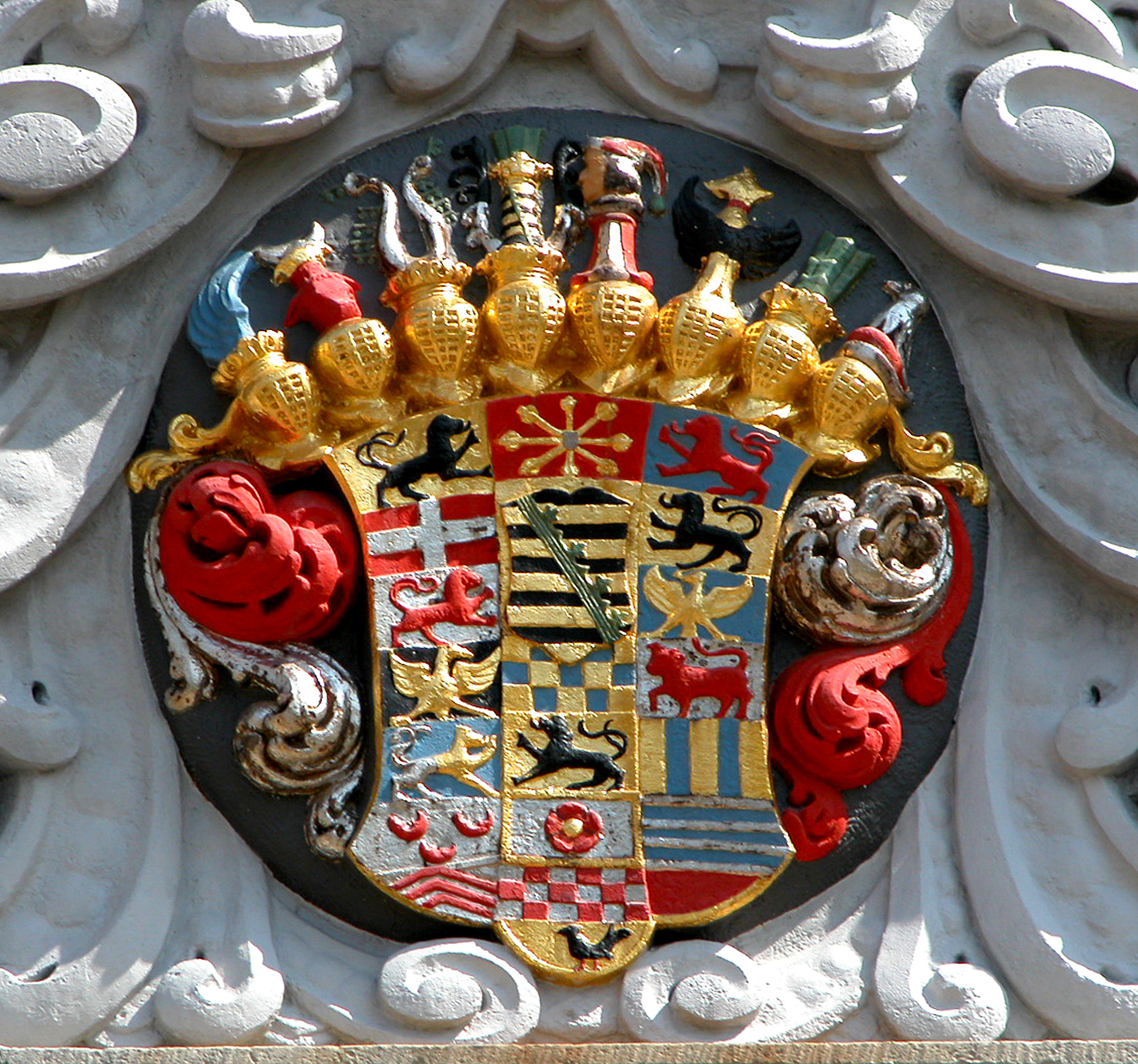
Wappen am Eingangsportal

1738 starb Heinrich von Sachsen-Merseburg auf Schloss Doberlug, der letzte Herzog des Fürstentums Sachsen-Merseburg. Da sieben Jahre zuvor auch Moritz Wilhelm von Sachsen-Merseburg gestorben und somit die Seitenlinie Sachsen-Merseburg ausgestorben war, fiel Dobrilugk mit der gesamten Sekundogenitur Merseburg 1738 an Kursachsen zurück und wurde zum Witwensitz der beiden letzten Herzoginnen von Merseburg. In den Jahren 1743 bis 1748 waren Friedrich August II. sowie Graf Brühl zur Auerhahnbalz zu Gast. 1758 weilte Friedrich II. im Schloss.

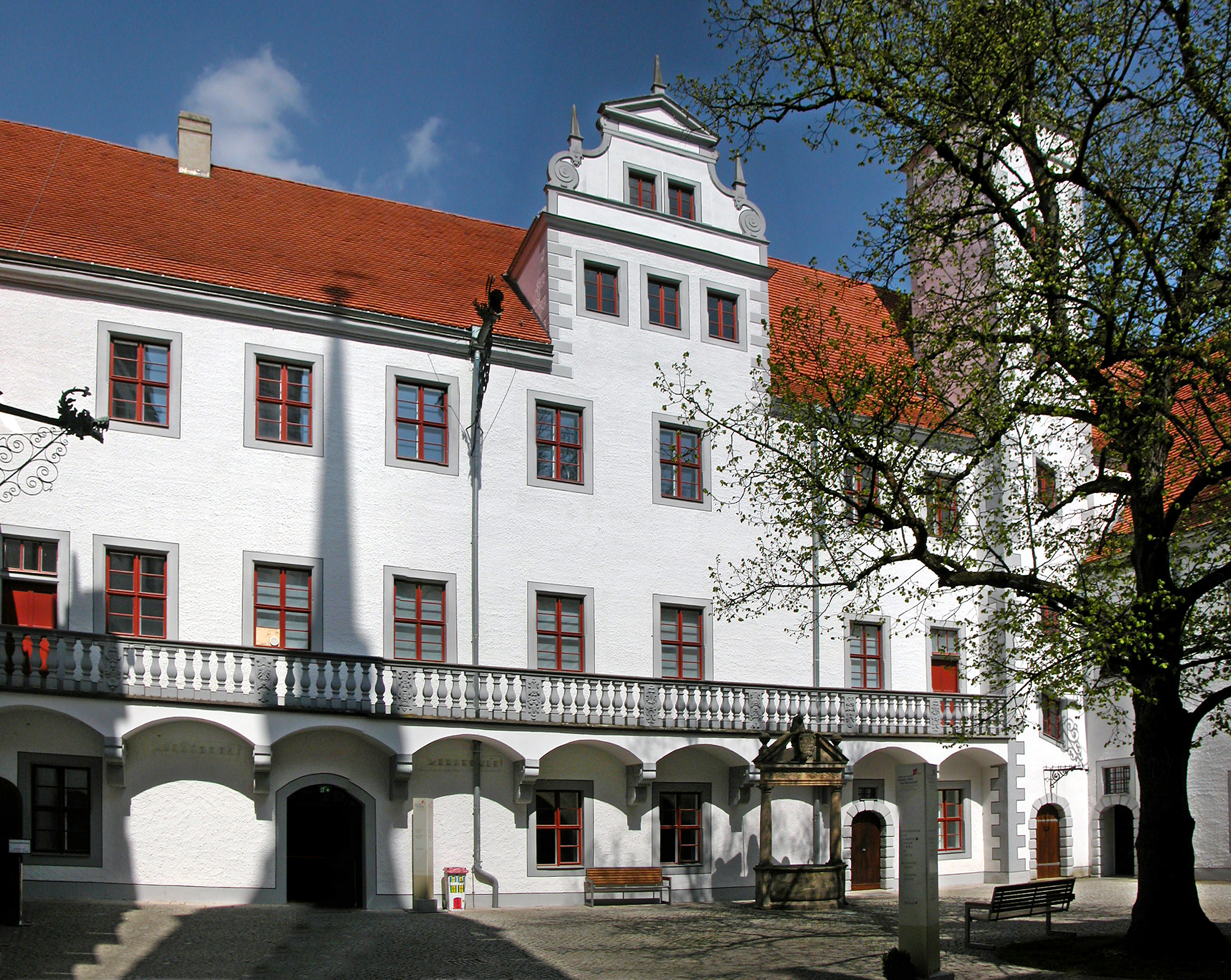
Innenhof (2015)

Seitdem 1773 die Schlossräume für Beamte und Angestellte des Amtes Dobrilugk hergerichtet wurden, diente das Schloss als Behördensitz. Auf Beschluss des Wiener Kongresses wurde 1815 die Niederlausitz preußisch. Im Schloss richtete sich das preußische Gerichts-, Forst- und Steueramt ein. Schließlich diente das Schloss als Gefängnis. Ab 1857 wurden Gefangene im Erdgeschoss des Ostflügels untergebracht. In anderen Teilen des Schlosses befanden sich die Diensträume des Gefängnisses. Die ersten denkmalpflegerischen Arbeiten wurden ab 1906 ausgeführt. Hierbei fanden Experten 1929 unter dem Putz der Decke in den Räumen des Amtsgerichts Doberlug Malereien aus dem 16. Jahrhundert. 1937 wurden sowohl das Schloss als auch der Ort in Doberlug umbenannt.
Nach dem Ende des Zweiten Weltkriegs besetzte die Rote Armee das Schloss. Ab 1950 diente das Schloss als Kaserne für die kasernierte Volkspolizei, ab 1959 für das Eisenbahnpionierausbildungsregiment der NVA. In dieser Zeit war das komplette Schlossgelände mit Baracken bebaut. Im Jahre 1980, acht Jahre bevor die NVA abzog, fanden abermals Restaurierungsarbeiten statt.
Das Bundesvermögensamt übertrug 1994 das Schloss an die Stadt Doberlug-Kirchhain. Drei Jahre später wurde der Förderverein Schloss Doberlug e. V. gegründet. Ein erster großer Restaurierungsabschnitt endete 1998 mit dem Abschluss der Abrissarbeiten aller Fremdgebäude, der Innenhofpflasterung sowie einer Neuinstallation der Beleuchtungsanlage. Gleichzeitig begannen Aufräumarbeiten sowie Sanierungen am Schlossgraben. 1999 begann die Brandenburgische Schlösser GmbH mit Sanierungsarbeiten an den Dächern und Fassaden, die in den Jahren 2003 bis 2009 (Dach) bzw. 2011 (Fassade) durchgeführt wurden. 2001 eröffnete eine Dauerausstellung. 2007 gelangte eine neue Haube auf den kleinen Turm in der Nord-Ost-Ecke des Gebäudes. 2008 befindet sich in den bereits hergerichteten Räumen des Südflügels eine Ausstellung des Fördervereines über das Schloss. In den Jahren 2012 bis 2014 erfolgte die Sanierung des Erdgeschosses sowie des ersten Obergeschosses.
Im Jahre 2014 fand in den Räumen des Schlosses die Brandenburgische Landesausstellung über die brandenburgisch-sächsische Nachbarschaft im Zeitraum vom 14. Jahrhundert bis zum Wiener Kongress statt.

## Baubeschreibung
Die Schlossanlage weist einen leicht verschobenen, rechteckigen Grundriss auf. Das von einem trockenen Graben umgebene Schloss wird von den einheitlich hell gestrichenen Fassaden sowie den roten Ziegeldächern dominiert. Zwerchhäuser mit den auffälligen Volutengiebeln prägen das Erscheinungsbild. Das Eingangsportal erreicht man über die Schlossbrücke. Das Eingangsportal wird durch das Wappen des von Christian I. von Sachsen-Merseburg dominiert. Im Innenhof befinden sich zwei Treppentürme mit schlanken Spitzen sowie der runde Hofbrunnen unter einer steinernen Galerie an der Nordfassade. Sein gesprengter Giebel ist mit Löwen sowie dem sächsischen Wappen verziert. Über dem Innenhof thronen geschmiedete Drachenköpfe, welche als Wasserspeier fungieren.

## Ausstellungen

### Doberlug und das sächsische Brandenburg
Die 2017 eröffnete Ausstellung erzählt die Geschichte des einst sächsischen, heute brandenburgischen Ortes Doberlug in mehreren Kapiteln mit vielen historischen Objekten illustriert und medial aufbereitet. Gleichzeitig setzt sie Doberlug in den Kontext des über Jahrhunderte sächsisch geprägten Landstrichs, der 1815 an Preußen fiel.

### Sammlung Dohna-Schlobitten
Die „einzigartige ostpreußische Kunstsammlung“ Sammlung Dohna-Schlobitten wird im Schloss Doberlug erstmals ganz gezeigt. Gezeigt werden seit Juni 2023 bedeutende Zeugnisse europäischer Adelskultur.

### erlebnisREICH Naturpark

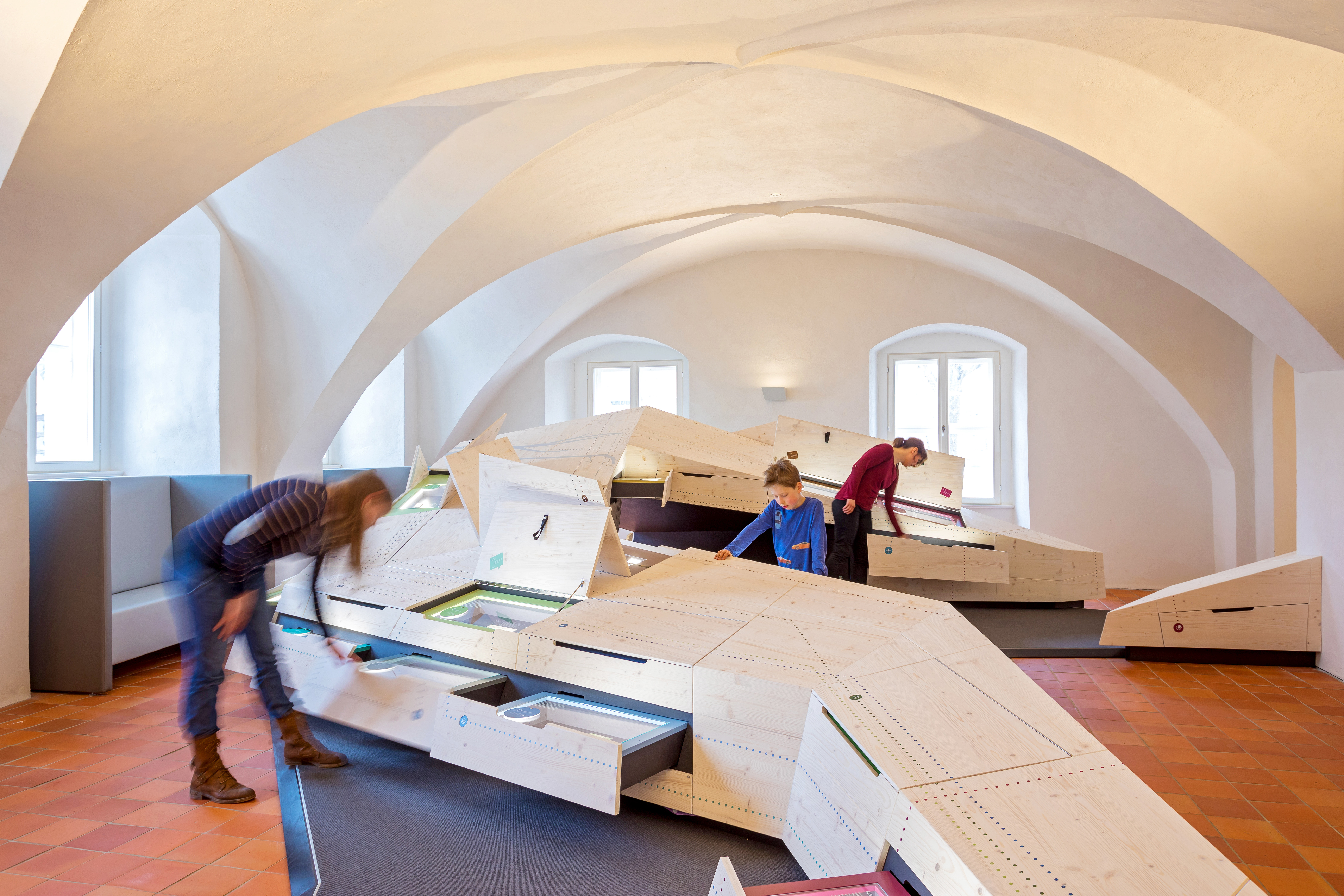
erlebnisREICH Naturpark

Die Ausstellung erlebnisREICH Naturpark ist Teil des Besucherinformationszentrums des Naturparks Niederlausitzer Heidelandschaft. Sie wurde 2018 eröffnet und ist mit mehreren Preisen ausgezeichnet worden. Besucher gehen in der Ausstellung auf Spurensuche, um die Geheimnisse des Wandels einer der ältesten Kulturlandschaften Brandenburgs zu lüften. Unter der Oberfläche der hölzernen Ausstellungskörper verbergen sich 12 Themenspuren rund um die Landschaften, Flora und Fauna und Menschen des Naturparks. Mit der App „erlebnisREICH Naturpark“ ist die Ausstellung multimedial erlebbar. Einmal entdeckte Spuren und Geschichten bleiben auch nach dem Besuch erhalten und können bei Ausflügen im Naturpark jederzeit wieder abgerufen werden.
Das Besucherinformationszentrum bietet Gästen zahlreiche Tourenvorschläge und Anregungen für den nächsten Ausflug. Im Museumsshop können regionale Produkte erworben werden. Auf dem Außengelände des Schloss Doberlug befindet sich seit 2020 ein öffentlicher Spielplatz, der die Themen des Naturparks aufgreift. Es werden die Lebensräume Wald, Moor, Heide und Streuobstwiese dargestellt. Auch einige Tierarten des Naturparks und ihre Spuren sind hier zu finden. Träger des Besucherinformationszentrums ist der Förderverein Naturpark Niederlausitzer Heidelandschaft.